# Vóranava
Vóranava o Vóronovo (polaco: Werenowo o Woronów; bielorruso: Во́ранава; ruso: Во́роново; lituano: Varanavas) es un asentamiento de tipo urbano de Bielorrusia, capital del distrito homónimo en la provincia de Grodno.
En 2017, la localidad tenía una población de 6427 habitantes. Cuatro quintas partes de los habitantes son étnicamente polacos.
Se ubica unos 25 km al norte de Lida, sobre la carretera M11 que lleva a Vilna.

## Historia
Se conoce la existencia de la localidad desde 1536, cuando era una finca rústica del Gran Ducado de Lituania denominada "Balotna". Desde finales del siglo XVI, Vóranava se menciona en documentos como un miasteczko. En el siglo XVII se estableció aquí un monasterio de escolapios. En la partición de 1795 pasó a formar parte el Imperio ruso, que desde 1801 lo integró en la gobernación de Grodno, aunque en 1842 pasó a la gobernación de Vilna. Su estatus de miasteczko fue confirmado por la administración rusa en 1846. A mediados del siglo XIX, dos tercios de sus habitantes eran judíos y el tercio restante estaba formado mayoritariamente por católicos polacos. Su desarrollo urbano comenzó en 1884, cuando se desarrolló como poblado ferroviario de la línea de Vilna a Lida, pasando de quinientos a mil quinientos habitantes.
Su desarrollo urbano se frenó en la Primera Guerra Mundial y los conflictos que le sucedieron: entre 1915 y 1921 fue ocupada sucesivamente por tropas alemanas, bielorrusas y polacas, quedando finalmente en las fronteras de la Segunda República Polaca, que la integró en el voivodato de Nowogródek. En 1939 pasó a formar parte de la RSS de Bielorrusia, que en 1940 clasificó a la localidad como asentamiento de tipo urbano. Entre 1941 y 1944, los invasores alemanes asesinaron a más de mil quinientas personas en Vóranava y sus alrededores; muchas de las víctimas procedían de Lida y Vilna y fueron fusiladas junto a la carretera entre ambas ciudades. La Unión Soviética reconstruyó el asentamiento en las décadas siguientes como un pequeño núcleo industrial con hospital y escuela secundaria, que mantuvo una mayoría étnica polaca por hallarse en la zona de Bielorrusia con una mayor proporción de habitantes polacos.